# بونیفاس یکم

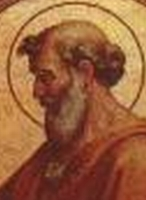

پاپ بونیفاس (به انگلیسی: Pope Boniface I) یکی از پاپ‌های کلیسای کاتولیک رم بود بین سال‌های ۴۱۸ تا ۴۲۲ میلادی پاپ بود.